# St. Pankratius (Bockum-Hövel)

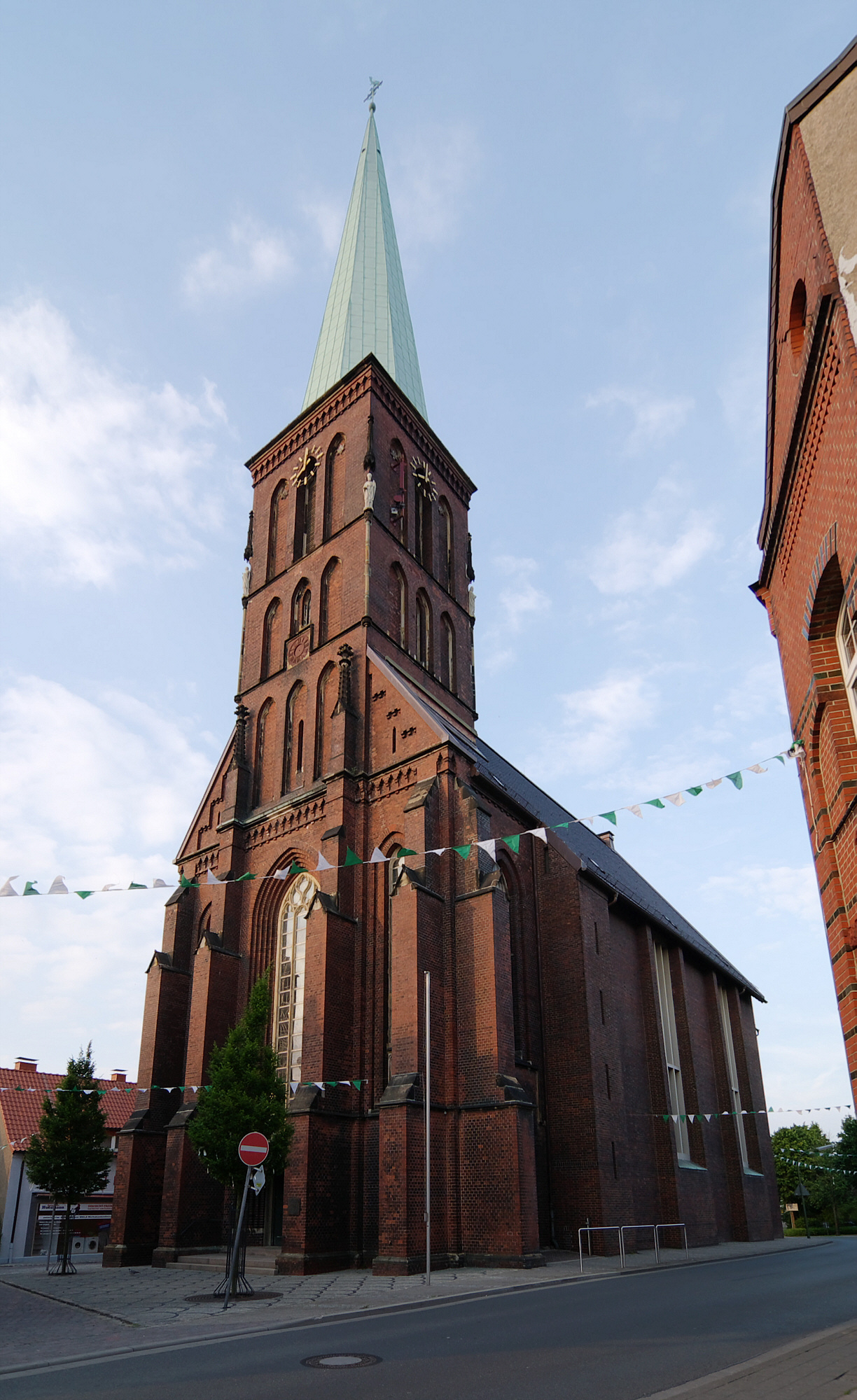
St. Pankratius von Süd-West

Die St.-Pankratius-Kirche ist der älteste und traditionsreichste Sakralbau der katholischen Kirche im Ortsteil Hövel, Teil des Stadtbezirks Bockum-Hövel der Großstadt Hamm. Nach einer ungesicherten Überlieferung soll sich bereits nach 804 bzw. ab etwa 1025/1030 eine dem Pankratius geweihte Kirche an dieser Position befunden haben. In der ersten Hälfte des 12. Jahrhunderts ist dann die ursprüngliche Holzkirche durch eine Sandsteinkirche ersetzt worden. Der heutige Kirchbau wurde in den Jahren 1892 bis 1894 errichtet. Nach umfangreichen Zerstörungen im Zweiten Weltkrieg musste die Kirche von 1954 bis 1956 wiederaufgebaut werden. Ihr 1564 errichtetes Pastorat steht unter Denkmalschutz, ebenso zwei der innerhalb des Kirchbaus befindlichen Glocken aus den Jahren 1511 und 1678.

## Geschichte

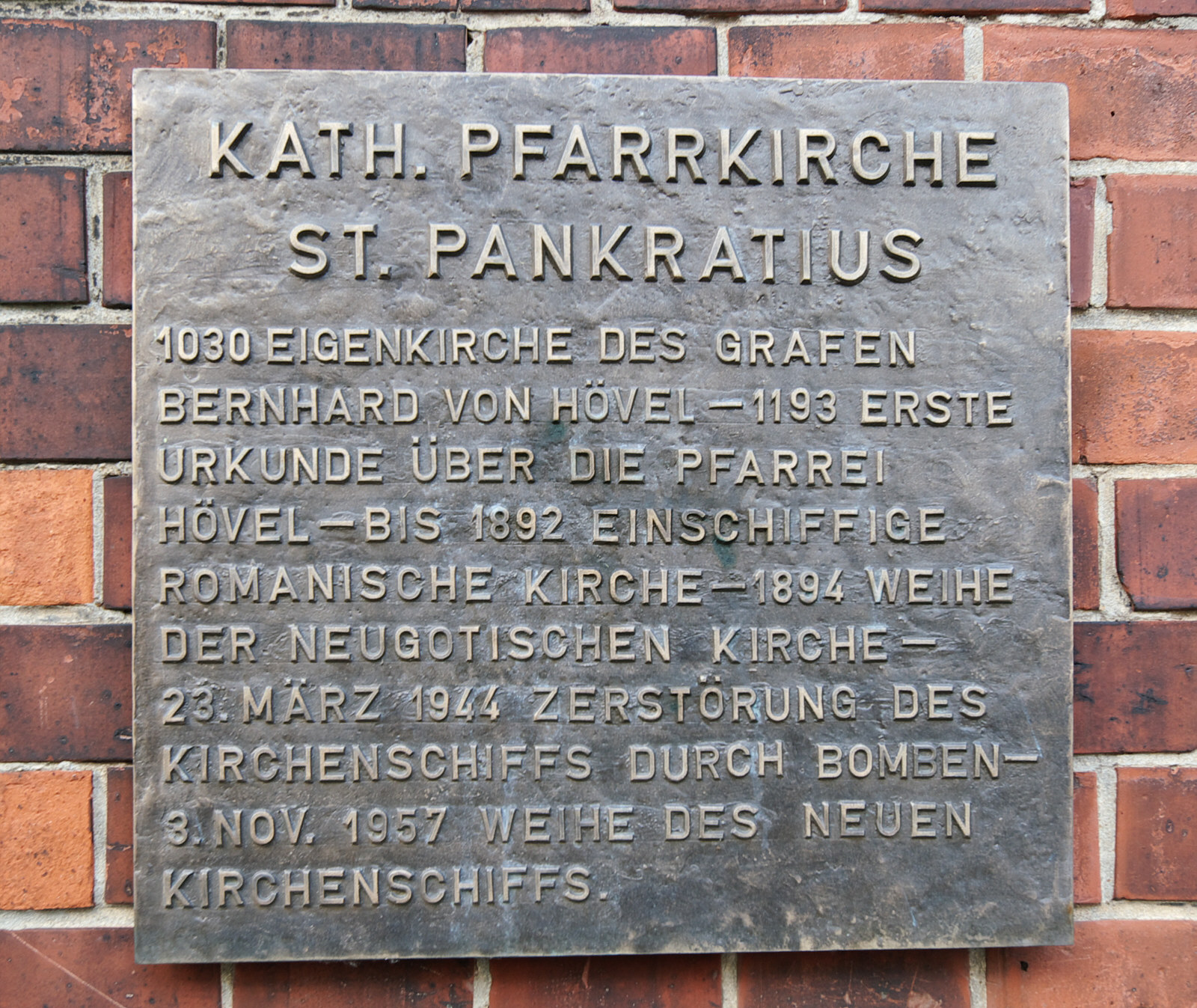
Tafel am Eingang von St. Pankratius mit der legendenhaften Gründungsgeschichte.

### Pfarrgemeinde St. Pankratius

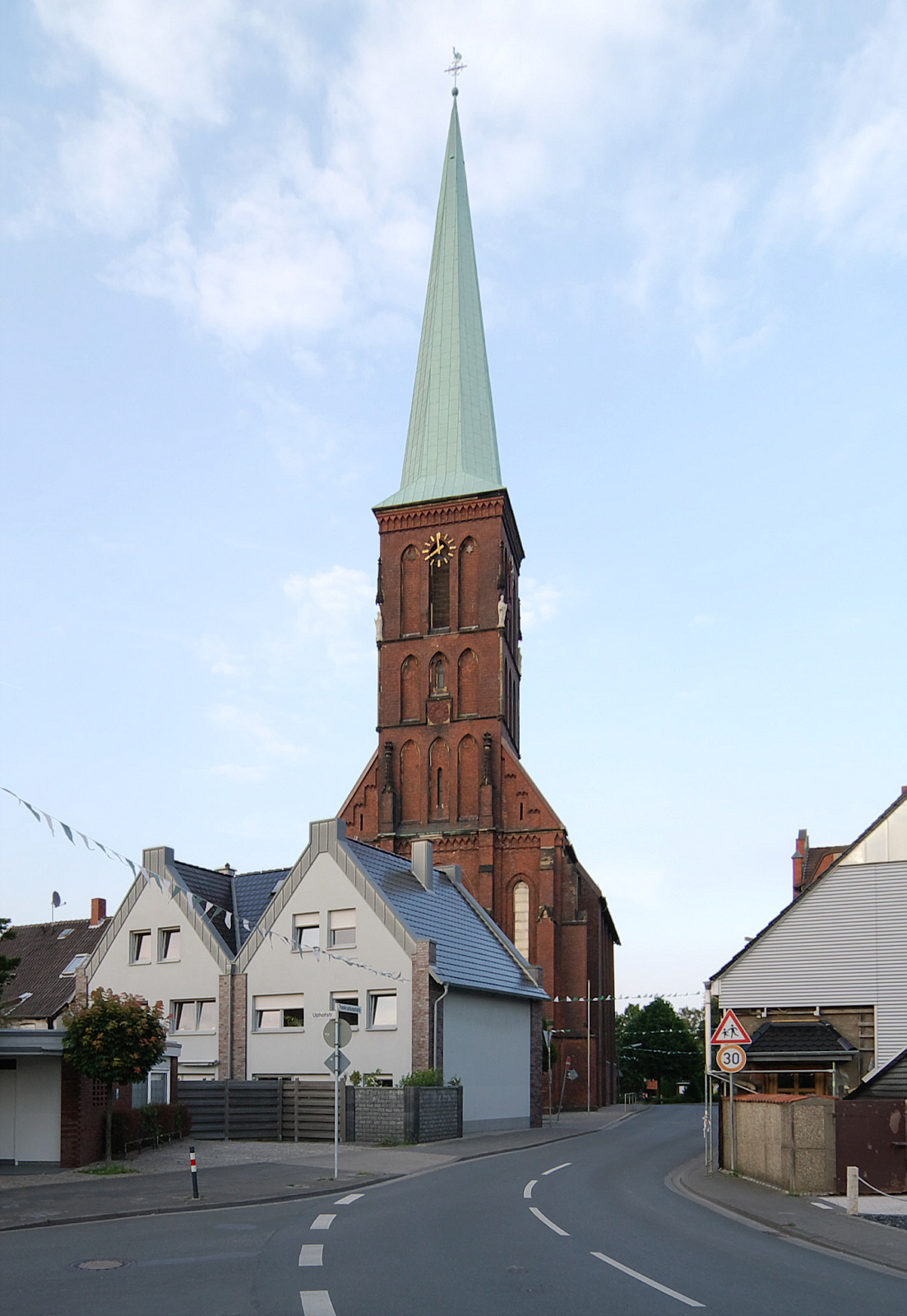
St. Pankratius von Westen.

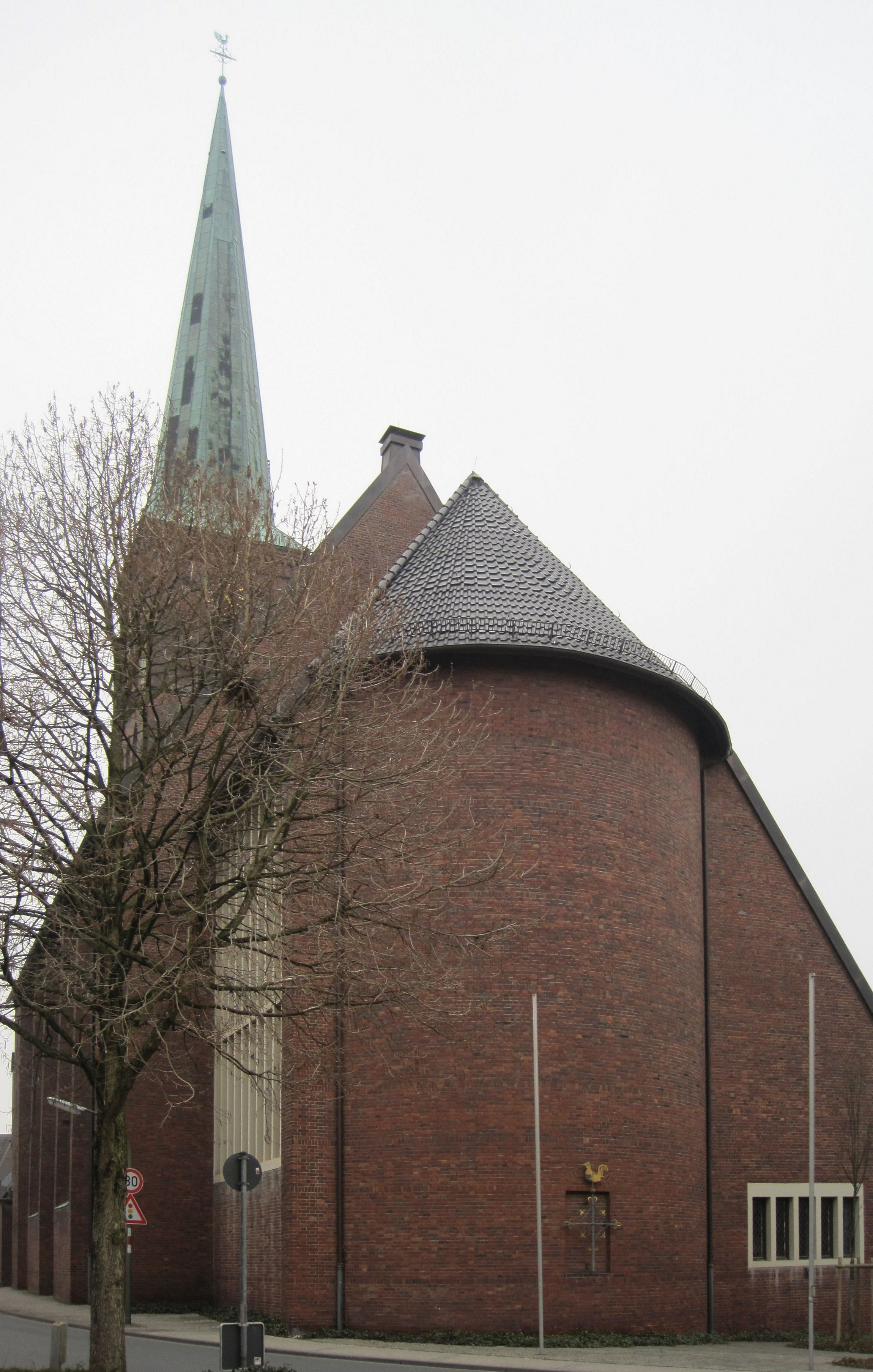
St. Pankratius, Rückseite, von Osten.

Der Heilige Pankratius, der im Alter von vierzehn Jahren unter Kaiser Diokletian den Märtyrertod starb, erfreute sich in den Kreisen der Ritterschaft besonderer Beliebtheit und wurde oft von ihnen zum Schutzheiligen erwählt. Nach Schnieder sind seine Reliquien im Jahre 985 von Rom nach Gent in Flandern überführt worden. Schon zu dieser Zeit bestanden lebhafte Handelsbeziehungen zwischen Westfalen und den flandrischen Häfen. Eine Begleiterscheinung dieser Beziehung war, dass die in Flandern verehrten Heiligen, unter ihnen Pankratius, auch in Westfalen bekannt wurden.
Die Kirche in Hövel könnte sogar zu einem noch früheren Zeitpunkt entstanden sein. In der Folge des fränkischen Sieges in den Sachsenkriegen Karls des Großen gründete Liudger 804 zunächst das Bistum Münster, später dann Kirchen überall in Westfalen. Ausgehend von der Urpfarre Ahlen, der Hövel zugehörte, ist die Kirche mit einiger Wahrscheinlichkeit zunächst als zu einem Oberhof Hövel gehörende Kapelle oder einfache Holzkirche errichtet worden.
Eher ins Reich der Legende gehört die „ungesicherte Überlieferung“, nach der die Kirche zwischen 1025 und 1030 von einem Grafen Bernhard von Werl-Hövel gestiftet worden sein soll. Dabei hat diese Version der Geschehnisse sogar auf einer Informationstafel neben dem Eingangsportal der Kirche Platz gefunden. Die von Ortsheimatpfleger Willi Schroeder näher beschriebene Erzählung besagt, dass zwischen 1025 und 1030 Bernhard I. von Werl-Hövel als erster der Grafen von Hövel auf einer Anhöhe bei seiner Burg am Nordufer der Lippe eine Eigenkirche errichtet und unter das Patronat des Heiligen Pankratius gestellt haben soll. Bernhard habe die Kirche nach den damaligen Gepflogenheiten selbst erbaut, daher habe sie nicht dem Bischof von Münster unterstanden.
Eine derartige Kirche hat es mit großer Wahrscheinlichkeit niemals gegeben, schon alleine deshalb, weil es vermutlich niemals einen Grafen Bernhard von Werl-Hövel gegeben hat (vgl. zu diesem Themenkomplex auch den Beitrag Grafen von Hövel). Die diesbezügliche Verwirrung geht auf eine mittelalterliche Quelle zurück, den Annalista Saxo. Dieser beschreibt einen Grafen Bernhard, der eine Tochter namens Ida und eine Enkelin namens Adelheid hatte. Nach den Angaben des Annalista Saxo hat Schroeder, bezugnehmend auf die ältere Forschung Paul Leidingers, diesen Bernhard mit Bernhard I. von Werl identifiziert. Leidinger hat seine Forschungsergebnisse später selbst revidiert. Aus der Gleichsetzung von Bernhard I. von Werl mit dem Bernhard des Annalista Saxo ergeben sich eine Reihe gewichtiger Probleme, unter anderem bei der Datierung der Lebensdaten des Grafen Bernhard. Leidinger kommt zu dem Schluss, dass der im Annalista Saxo genannte Bernhard stattdessen mit Bernhard II. von Werl gleichzusetzen sei, dem Ahnherrn der Grafen von Arnsberg. Das Höveler Gebiet sei also zunächst an Arnsberg gegangen und erst nach dem Tode des letzten Arnsberger Grafen im Jahre 1124 zu einer eigenständigen Grafschaft geworden.
Damit ist eine Gründung der Pankratiuskirche durch einen Graf Bernhard unter den geschilderten Umständen ausgeschlossen. Wenn es also eine frühe St. Stephanuskirche gab, ist diese nicht von Graf Bernhard, sondern von Münster aus gegründet worden, möglicherweise durch den Bistumsbegründer Liudger. Eine solche Kirche dürfte nicht mehr als ein bescheidener Holzbau gewesen sein. Für diese Auffassung spricht u. a., dass Pankratius vor allem der Schutzpatron der Grafen von Berg war, dessen Herrschaft über die Grafschaft Hövel nach dem Jahre 1124 als gesichert gilt. Die Verehrung des heiligen Pankratius ist somit wahrscheinlich erst mit den Bergern nach Hövel gekommen, sodass eine eventuelle frühere Kirche unter einem anderen Patronat gestanden haben wird.
Ein festes Gebäude aus Sandstein ist erstmals im zwölften Jahrhundert errichtet worden. Kaplan Julius Schwieters aus Herbern bezeichnete gegen Ende des 19. Jahrhunderts das Kirchlein zu Hövel als eigentümlichen Bau. Das einschiffige, flachgedeckte Langhaus war etwa fünfzehn Meter lang und acht Meter breit, mit flacher Decke und mit ursprünglich vier Fenstern. Die Mauern hatten keine Streben. Im Osten war dem Langhaus seit Anfang des 16. Jahrhunderts ein spätgotischer Chor mit höherem Dach und geradem Abschluss vorgesetzt. Der Turm war viereckig mit einer vierseitigen Pyramide als Dach und entsprach dem von Herringen bis Uentrop bekannten Bautyp eines kräftigen romanischen Blocks auf quadratischem Grundriss. Er neigte sich zur Zeit, als Kaplan Schwieters ihn beschrieb, bedenklich nach Westen; deshalb musste er ausweislich einer Kirchenrechnung schon 1498 verankert werden. In der Rechnung heißt es: „Item van den torn to ankerne 6 Goldgulden und 12 Pfg. for ysern; dem smede 3 Mark und 20 Pfg; Item 2 scepel roggen to brot gebacken, een gulden 6 Schil. vor beer, visch und brot; 16 gulden dem mester und den knechten.“
Bis etwa 1180 gehörte die Kirche zum Pfarrbezirk Ahlen. Um 1180 wurde dann die Oberin des Zisterzienserinnen-Klosters auf dem Klosterhof auf Anordnung des Fürstbischofs Hermann II. echte Lehnsfrau der St.-Pankratius-Kirche in Hövel. Kirche und Pfarrhof (der Wemhof) wurden in der Nähe von Burg Hövel auf dem Grundbesitz der Herren von Hövel erbaut.
Im Jahre 1193 bildete Bischof Hermann II. das Archidiakonat des Propstes von St. Martin in Münster, dem die Pfarreien Ahlen, Bockum und Hövel zugeteilt wurden. Auch im Jahre 1217 ist eine Pfarre in Hövel urkundlich erwähnt. Neben Ermelinghof gehörten zu ihr auch die Bauerschaften Hölter und Geinegge. Das Patronatsrecht über die Pfarre Hövel besaßen zuerst die Herren von Hövel. Später übertrugen sie es dem Grafen von der Mark, der es dann an das Kloster Kentrop weitergab. In Urkunden wird die Äbtissin von Kentrop (zwischen der damaligen Stadt Hamm und der Burg Mark gelegen) echte Lehnsfrau der Pfarre Hövel genannt.
In der gleichen Weise geben die Kirchenrechnungen auch über die Einrichtungen des Gotteshauses Aufschluss. Gemäß einer Rechnung von 1489 war die Kirche bereits zu dieser Zeit mit einer Orgel ausgestattet. Die Rechnung berichtet auch, was die Reparaturen kosteten und wie viel Lohn der Organist erhielt. 1724 wurde eine neue Orgel angeschafft, die 159 Taler kostete.
Als Bischof Franz im Jahre 1534 zur Abgeltung der Kriegskosten gegen die Täufer von allen Kirchen die Kirchenschätze einforderte, wurde die Monstranz mit den anderen Kleinodien gegen Zahlung von 57½ Goldgulden ausgelöst.
Im Turm der Kirche hingen lange Zeit fünf Sensen, die dort von Höveler Bauern aufgehängt worden sind. Die Vorgeschichte dieser seltsamen Begebenheit: Der Bischof als Landesherr erhob von den Bauernhöfen eine Abgabe für die Bedürfnisse des Landes, die bei kleineren Höfen ein bis zwei Taler betrug, bei größeren drei bis fünf Taler. Schwieters führt hierzu aus: Da wegen der schlechten Zeiten und häufigen Kriegsunruhen die Höfe oft „wüst“ wurden, indem die Kolonen mit Weib und Kind den Hof verließen und anderswo ein besseres Los suchten, oder nach dem Aussterben des Geschlechts ein neuer Kolonus nicht zu finden war, so entstanden Schwierigkeiten wegen der von solchen Erben zu entrichtenden Schatzung, da die Gutsherren sich weigerten, von den „wüst“ liegenden Höfen selbst die Schatzung zu zahlen. Daher wurde schon früh bestimmt, dass wüste Erbschaften von der Schätzung frei bleiben sollten. Die von Merveldt auf Schloss Westerwinkel, die Eigentümer einiger verlassener Höfe im Kirchspiel Hövel waren, wollten die Schatzung der Gemeinde aufbürgen. Das geschah im Jahre 1677. Die Höveler waren darüber aufgebracht und nahmen den Grasmähern, die von Westerwinkel in die Höveler Mark geschickt waren, mit Gewalt fünf Sensen ab und hängten sie „zum ewigen Andenken“ in der Kirche auf. Sie wurden deshalb beim weltlichen Gericht verklagt, doch ist der Ausgang des Streites nicht bekannt.
Das Gehalt des Pfarrers und des Küsters wurde aus den Einkünften der zur Pfarre gehörenden Ländereien, aus Stiftungen und den üblichen Naturabgaben der Bauern beglichen. So sind beispielsweise folgende Zahlungen des Hofes Lübbert an den Pfarrer verbrieft: ein Scheffel Gerste, zwei Klanken Flachs. An den Küster: ein Scheffel Roggen, ein halber Schweinskopf, zwei Klanken Flachs und ein Käse. Die anderen Höfe hatten Abgaben in etwa derselben Höhe zu leisten. Bei manchen kam noch hinzu, dass sie den Abholern eine Mahlzeit vorzusetzen hatten. Die Verpflichtungen wurden um 1870 durch Zahlung einer Geldsumme abgelöst. Dazu waren Beträge von etwa 30 bis 70 Talern aufzubringen.
Im Jahre 1323 vermachten Deibold von Hövel und seine Frau Geseke dem Pastorat in Hövel eine bedeutende Stiftung aus Schürkmanns Erbe. Der Hof Schürkmann liegt in der Bauerschaft Nordick im Kirchspiel Herbern. Es handelte sich um zwölf Scheffel Gerste, zwei Scheffel Weizen und zwei Hühner, die dem Pfarrer jährlich zu überbringen waren. Dieser hatte im Gegenzug dreimal im Jahr ein Gedenken zu halten hatte. Außerdem musste er dem Überbringer eine Mahlzeit mit Bier geben.
Jahrhundertelang blieben die kirchlichen Verhältnisse unverändert, bis die Stürme der Reformation sie umgestalteten. 1550 trat Gert von Galen zu Haus Ermelinghof zur neuen Lehre über. Ihm und seinen Nachkommen ist es wohl mit zuzuschreiben, dass von 1563 bis 1618 protestantische Pfarrer in Hövel eingesetzt wurden.
Als besonders eifriger Verfechter der lutherschen Lehre und Förderer des deutschen Kirchengesanges fand der Pfarrer Johann Hard starken Zulauf, und zwar sogar aus der nicht auf münsterischem, sondern märkischem Gebiet gelegenen Stadt Hamm. Aus diesem Grund ließ der Rat an Sonntagvormittagen das Nordentor sperren, um den Zustrom nach Hövel zu verhindern. Johann Hard wurde später als Prediger nach Hamm berufen. 1618 stellte dann der Pfarrer Theodor Baggel den katholischen Gottesdienst in vollem Umfang wieder her. Er wirkte von 1618 bis 1668, also genau fünfzig Jahre, und hatte die schwere Aufgabe, seine Gemeinde in den Wirren des Dreißigjährigen Krieges zu betreuen.
Es gelang ihm, während dieser Zeit einen bedeutenden Grundbesitz zu erwerben. So brachte er schon 1623 den ganzen Kuhkamp, eine 200 m unterhalb der Burg Hövel liegende Weide, in seinen Besitz. Später erwarb er neben mehreren Kotten, Weiden und Kämpen auch noch die Burg. Mit diesen Gütern als wirtschaftlicher Grundlage gründete er 1663 als Familienstiftung die Vikare Beatae Mariae Virginis. Nur Angehörige der Familien Baggel und Kluitmann konnten Inhaber dieser Stelle werden. Der Name Baggel ist noch heute in den Zeichnungen Baggelberg (das Land zwischen Pastorat und Kirche), Baggelkamp und Bageldiek (die inzwischen zugeschüttete Gräfte des Hauses Hövel) erhalten.
Sieben Jahrhunderte lang bestatteten die Höveler ihre Toten auf dem rings um die Kirche gelegenen Friedhof (oder Gottesacker, wie man damals sagte). Als im Laufe der Zeit die Bevölkerung immer mehr zunahm, legte man 1861 an der jetzigen Bahnhofstraße einen neuen Friedhof an, der aber nach dem Zweiten Weltkrieg eingeebnet und als Parkanlage in die Gedenkstätte der Gemeinde einbezogen wurde.
Auch das alte Kirchlein reichte gegen Ende des vorvorigen Jahrhunderts für die wachsende Gemeinde nicht mehr aus. 1892 wurde die mittelalterliche Kirche mit dem spätgotischen Chor als baufällig abgebrochen. Im gleichen Jahr begann man mit der Errichtung eines neuen Gotteshauses nach den Plänen des Architekten Wilhelm Ricklake aus Münster, das mit seinem hohen schlanken Turm ein Wahrzeichen Hövels geworden und bis zu den Höhen des Haarstrangs und weit bis ins Münsterland hinein sichtbar ist. Seine Einweihung erfolgte am 5. Juli 1894 im Rahmen eines großen Festes. Am 5. Juni 1896 wurde die neogotische Pfarrkirche (erneut) St. Pankratius geweiht.
Fünfzig Jahre diente die neue Kirche ihrer Bestimmung, als im fünften Jahre des Zweiten Weltkrieges das Unglück über sie hereinbrach. An diesem Tage griffen alliierte Bomber mittlere Orte des Münsterlandes an, vor allem Drensteinfurt und Ahlen. Ein Verband, der aus Richtung Hamm kam, warf mehrere Bomben auf das Dorf Hövel, von denen zwei das Schiff der Kirche mit Chor trafen und es vollständig zerstörten. Westfassade und Turm blieben beim Luftangriff auf Hövel am 22. März 1944 trotz schwerer Beschädigungen erhalten; das Kirchenschiff mit Chor wurde jedoch zerstört.
Großes Glück hatte eine Frau, die in den Turm geflüchtet war. Sie kam, zwar verletzt, doch mit dem Leben davon. Auch die umliegenden Häuser wurden nur beschädigt. Menschenleben waren nicht zu beklagen. Seit diesem Tage versammelte sich die Pankratiusgemeinde zum Gottesdienst in dem durch Anbau zur Notkirche erweiterten Pfarrhause zu Hövel.
Wilhelm Weber, seit 1939 der Pfarrer der St. Pankratiusgemeinde, war zu diesem Zeitpunkt im KZ Dachau inhaftiert. Am 27. November 1943 war er von der Gestapo verhaftet und wegen staatsabträglichen Verhaltens zunächst in das Zuchthaus Münster gebracht worden. Vom 19. Februar 1944 bis zum 10. April 1945 wurde er im sogenannten Pfarrerblock des Konzentrationslagers Dachau gefangengehalten. Im Sommer 1945 kehrte er nach Hövel zurück. Zunächst hatte man gezögert, die Halle der St.-Pankratius-Kirche an alter Stelle mitten in der Ermelinghofstraße wieder zu errichten. Man wollte eine „autogerechte Stadt der Zukunft“ errichten und befürchtete Beeinträchtigungen des Verkehrs. Weber setzte sich für den Wiederaufbau des Kirchenschiffes ein, der In der Zeit von 1954 bis 1956 (1957) unter seiner Leitung erfolgte. Die heutige Kirche wurde nach den Plänen der Münsteraner Architekten Eberhard Michael Kleffner und Christa Kleffner-Dirxen unter Einbeziehung des alten Westwerks im Stil der 1950er Jahre errichtet. Die Kirche hat inzwischen ihren festen Platz im Ortsbild gefunden. Mit dem Fensterschmuck im Westbau, der auf den Opfersinn der Gemeinde und das Verständnis des damaligen Pfarrers Ludwig Bügeners zurückgeht, gehört die Pankratiuskirche heute zu den bedeutenden kirchlichen Denkmalen der Stadt Hamm. Für Weber wurde 2009 wegen seines Widerstandes gegen das NS-Regime und seiner Deportation ins KZ ein Stolperstein verlegt. Der Stolperstein ist die 16. Station auf dem "Weg des Erinnerns und Lernens" durch Hamm-Bockum-Hövel.

### Pfarrgemeinde Heilig Geist
Vor dem Hintergrund der Veränderungen im kirchlichen Leben und des zunehmenden Priestermangels forderte Bischof Reinhard Lettmann durch Schreiben vom 14. Juni 1999 die Christen im Bistum Münster auf, Kooperationsüberlegungen anzustellen. Die Pfarrgemeinderäte und Kirchenvorstände der vier Bockum-Höveler Pfarrgemeinden traten daraufhin zusammen und verständigten sich auf das Modell „Seelsorgeeinheit“. Dies bedeutet, dass alle Bockum-Höveler Pfarrgemeinden gemeinschaftlich durch ein Seelsorgerteam betreut werden sollten. Der so gegründete neue Seelsorgerat tagte zum ersten Mal am 30. Oktober 2000. Auf diese Weise wollten die vier Gemeinden in enger Kooperation ein Netzwerk bilden, in dem Haupt- und Ehrenamtliche eine offene Kirche leben konnten. Vom 6. und 7. Januar 2001 an wurden die Sonntagsmessen sowohl in der Anzahl als auch im Zeitplan aufeinander abgestimmt.
Zum 1. Januar 2005 wurde die ehemals selbständige Kirchengemeinde St. Pankratius mit den Gemeinden Christus König, Herz Jesu und St. Stephanus zur neuen katholischen Kirchengemeinde Heilig Geist Bockum-Hövel zusammengelegt. Die Auflösung der vier Kirchengemeinden in Bockum-Hövel erfolgte zum 31. Dezember 2004. Neue Pfarrkirche ist St. Pankratius, die anderen Kirchen werden als Filialkirchen genutzt. Dieses gegen Widerstände seitens der traditionell lokalpatriotischen Gemeindemitglieder Bockums und Hövels durchgesetzte Vorgehen war dem Priestermangel, einer drohenden Finanzlücke und einem Schwund an Gläubigen durch Bevölkerungsrückgang und schwindender Kirchenbindung geschuldet.
Heilig Geist hat somit zwischen 12.000 und 13.000 Mitglieder. Pro Woche werden in den Kirchen etwa dreißig Gottesdienste gefeiert. Pfarrer und Hauptamtliche betreiben eine „Seelsorge mit Angesicht“. Rhetorisch ist von den „vier Gemeinden“ der Pfarrei Heilig Geist die Rede, um zu verdeutlichen, dass man sie nicht nur als vier „Bezirke“ einer künstlich geschaffenen Verwaltungseinheit betrachtet.
Die katholischen Kirchengemeinden Maria Königin und Herz Jesu in Hamm-Norden sind mit Wirkung vom 27. November zur Katholischen Kirchengemeinde Clemens August Graf von Galen zusammengelegt worden.
Mit der Kirchengemeinde Papst Johannes in Hamm-Heessen bilden die Kirchengemeinden Heilig Geist und Clemens August Graf von Galen das Dekanat Hamm-Nord im Kreisdekanat Warendorf des Bistums Münster. 

### Pfarrer der Pfarrgemeinde St. Pankratius, ab 2005 Pfarrei Heilig Geist
- 1939–1961: Wilhelm Weber
- 1961–1973: Ludwig Uhlenbrock
- 1973–1990: Ludger Bügener
- 1990–2005: Meinolf Winzeler
- 2005–2008: Stefan Peitzmann
- 2006–2008: Stefan Peitzmann, Pfarrer der neu gebildeten Pfarrei Heilig Geist
- 2008–2009: Norbert Weidemann und Christoph Theberat
- 2009–2010: Pfarrverwaltung durch Dr. Detlef Ziegler
- 2010–2011: Pfarrverwaltung durch Pfarrer Heinrich Innig
- 2011–2017: Ludger Jonas
- 2017–2018: Pfarrverwaltung durch Generalvikar Dr. Klaus Winterkamp
- 2018–2019: Pfarrverwaltung durch Robert Winschuh
- seit 2019: Robert Winschuh

## Architektur und Ausstattung

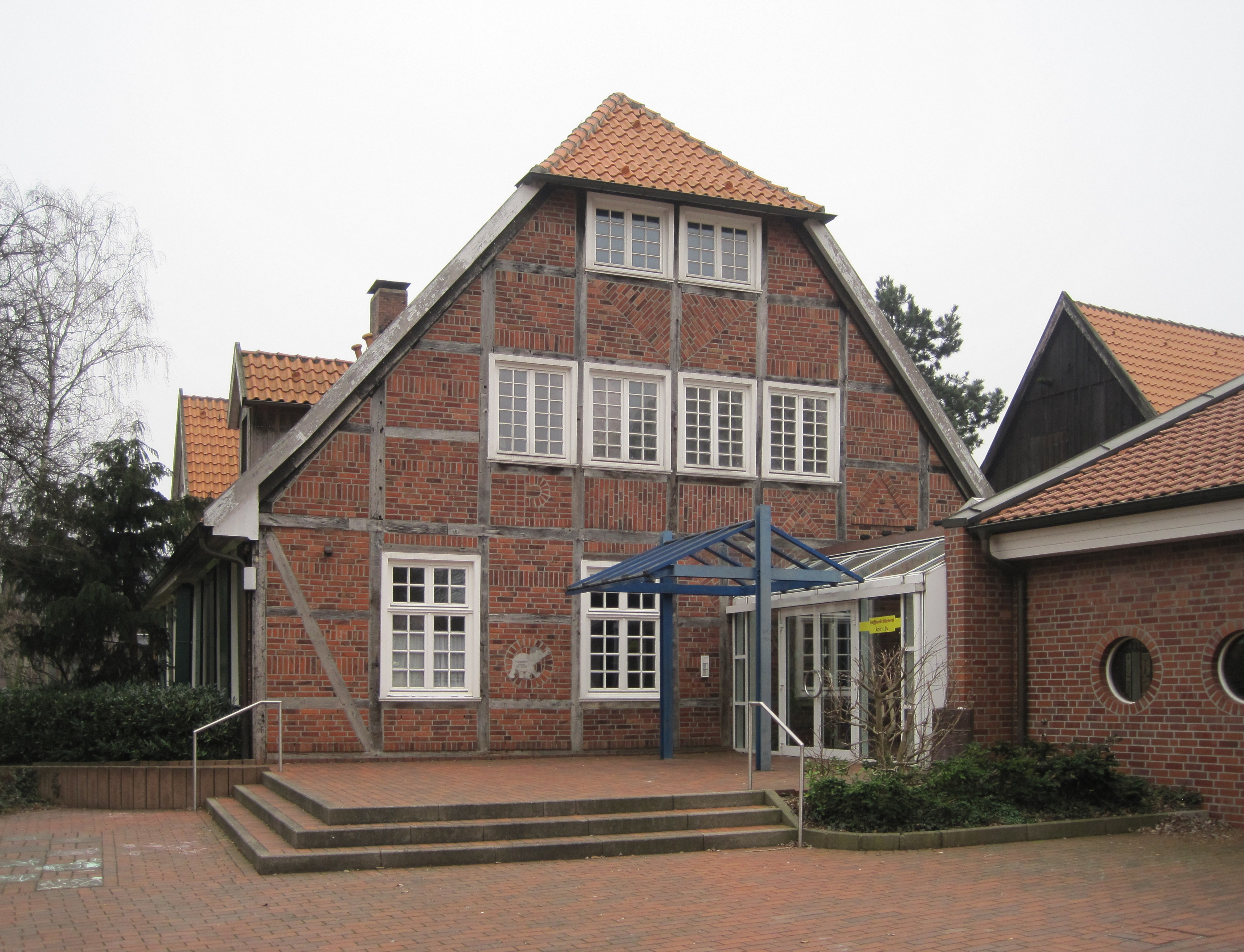
Altes Pastorat

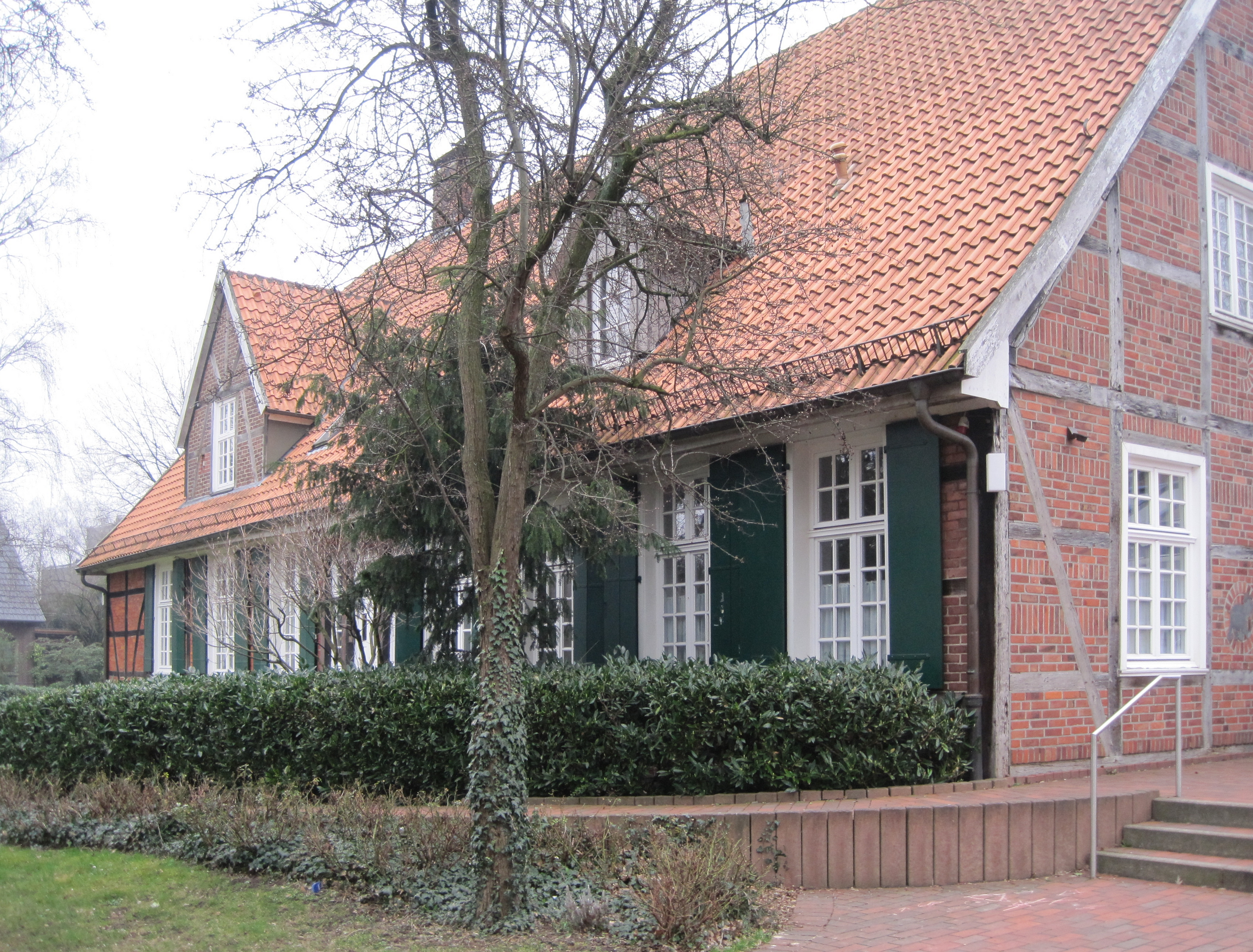
Altes Pastorat

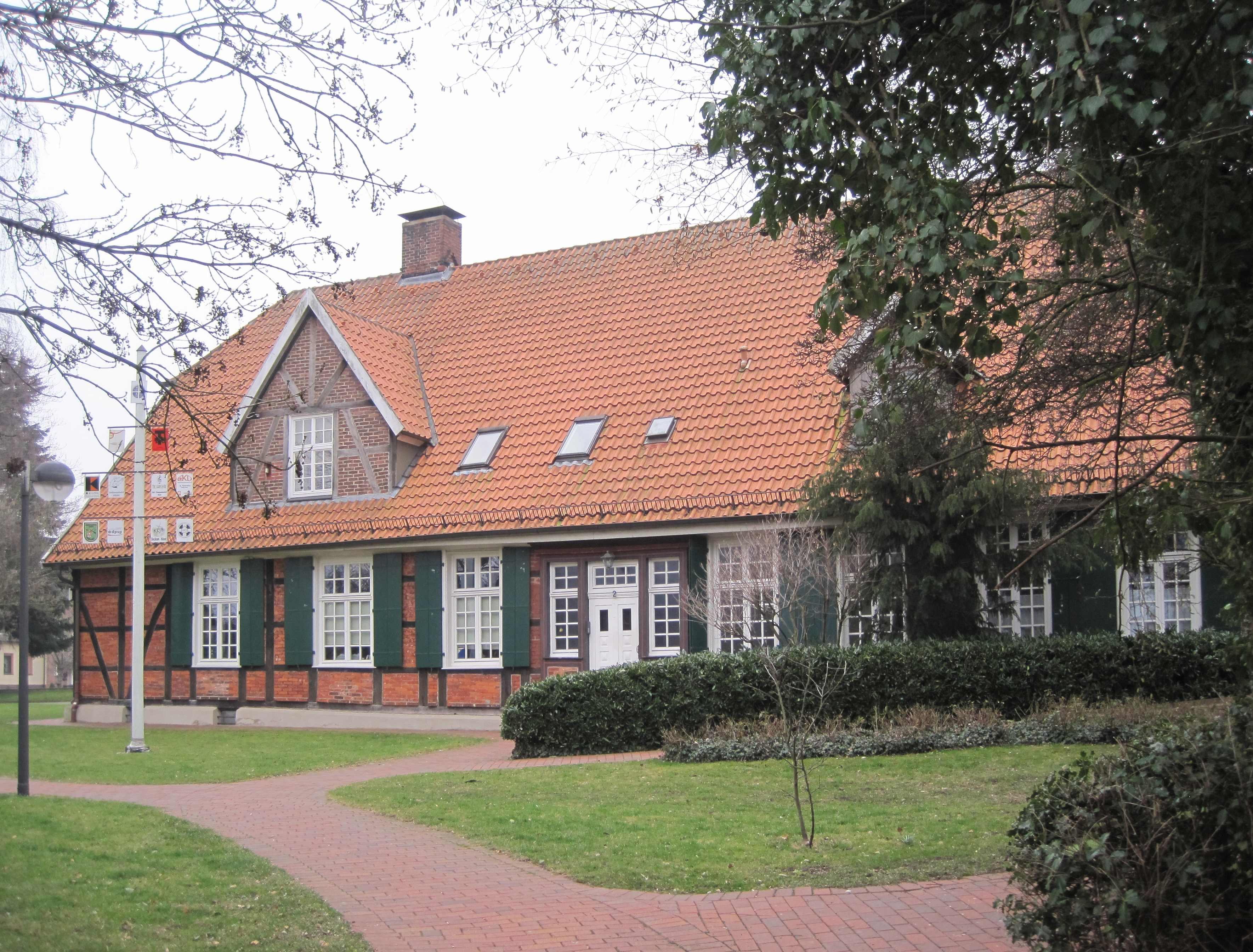
Altes Pastorat

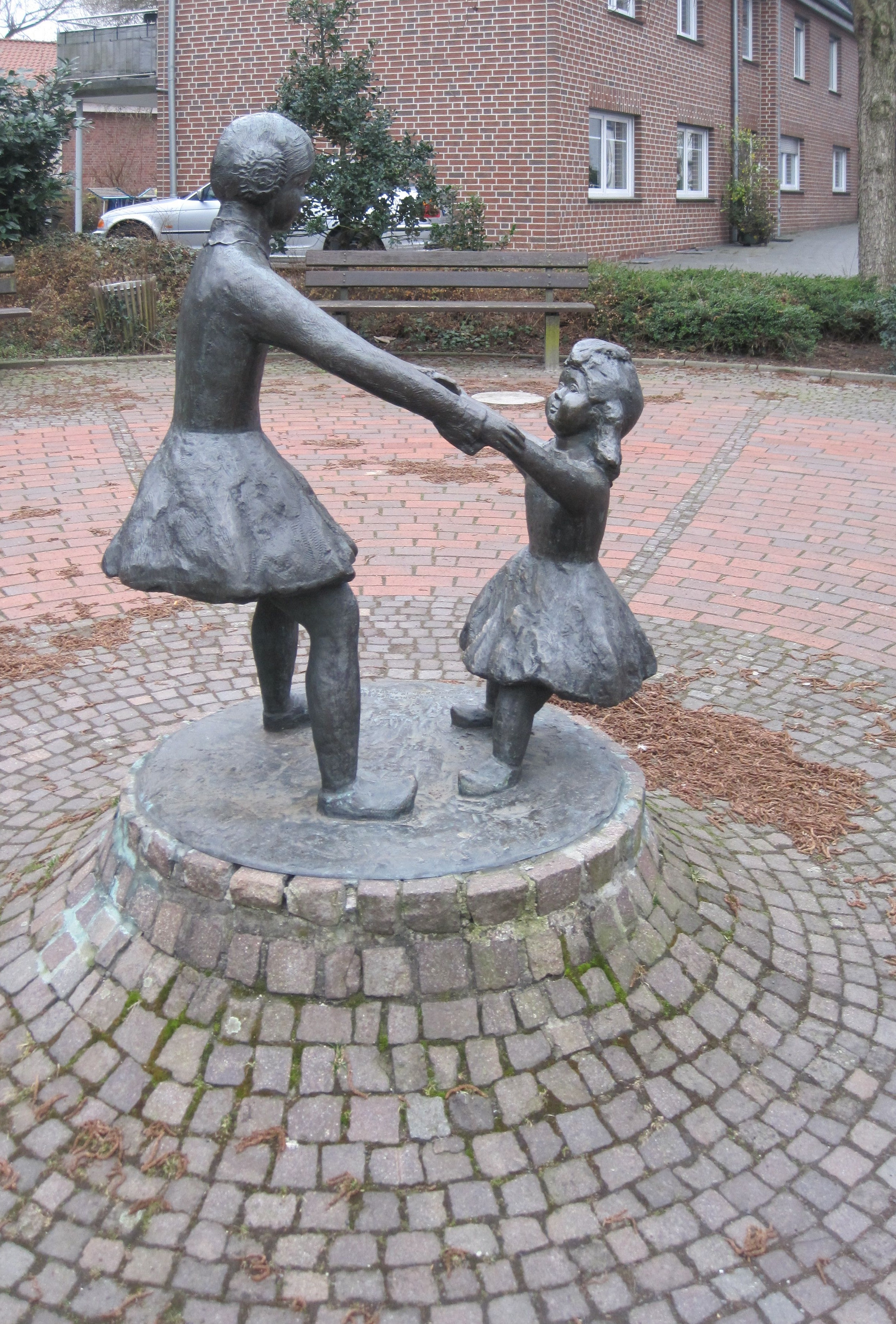
Skulptur zwischen Kirche und Pastorat.

Der Architekt Wilhelm Rincklake, Baumeister des Historismus in Westfalen, konzipierte im Jahre 1892 den Neubau der im alten Höveler Dorfkern gelegenen St.-Pankratius-Kirche. 1894 waren die Bauarbeiten beendet. Eine der wenigen erhaltenen Abbildungen zeigt um 1900 den schmalen, sich auf einer Fläche von 13 × 29 Metern erstreckenden, hohen, gewölbten Hallenbau aus Backstein mit eingezogenem niedrigerem Chor und polygonalem 3/8-Schluss von Osten.
Unweit der Kirche findet sich an der Straße „Am Wemhof“ das nunmehr als Gemeindesaal von St. Pankratius genutzte – 1564 errichtete – Alte Pastorat. Das Gebäude ist als Münsterländer Hallenhaus errichtet und steht unter Denkmalschutz.
Die heutige Kirche entstand in den Jahren 1954 bis 1957 nach den Plänen von Eberhard Michael Kleffner und Christa Kleffner-Dirxen. Die Architekten haben dazu an das erhalten gebliebene Westwerk, das aus einem Mittelturm mit beiderseits kleinen Nebenräumen besteht, einen breiteren und längeren Hallenbau angefügt. Dieser misst zwanzig Meter in der Länge und fünfzehn Meter in der Breite. Daran schließt sich im Osten ein eingezogener Chor mit flach gerundeter Apsis an. Über Halle und Chor erstreckt sich eine Kassettendecke. Zwei hohe, in einem einfachen geometrischen Muster verglaste Fenster über erkerartigen Nischen, die auf einen Entwurf von Vinzenz Piper aus Münster zurückgehen, geben der Halle von beiden Seiten viel Licht. Der Turm hat eine Höhe von 67 Meter und ist bis weit in das Umland von Hövel hinein zu sehen. Außen an den Ecken des Glockengeschosses stehen Heiligenskulpturen: Im Nordwesten Ludgerus, der erste Bischof von Münster, nebst einer Gans an seiner Seite; im Nordosten Paulus, Patron des Bistums; im Südosten Papst Leo XIII. (1878–1903), der ebenso wie sein frühmittelalterlicher Vorgänger Papst Gregor der Große einer Taube auf seiner Schulter dargestellt ist, die den Heiligen Geist symbolisiert; im Südwesten Petrus mit dem Schwert.
Man kann den Kirchraum durch ein Portal im Westen betreten. Besucher erkennen zunächst ein großes, die Apsis beherrschendes Mosaikbild. Sachlichkeit und Strenge des hoch aufstrebenden Innenraums werden durch dieses Anfang der achtziger Jahre des zwanzigsten Jahrhunderts über dem Altar aufgebrachte, großflächige Mosaik gemildert. Es stellt den auferstandenen Jesus Christus in der Art einer Majestas Domini auf dem Himmelsbogen thronend dar; umgeben von den Symbolen der vier Evangelisten. Das Bild entstand 1975 auf Veranlassung von Pfarrer Ludger Bügener (1973–1990) als Ergebnis eines Wettbewerbs nach künstlerischen Vorgaben der Schwester Erentrud Trost OSB aus dem Benediktinerinnenkloster Varensell.
Bereits zuvor, im Jahre 1967, hatte Pfarrer Ludwig Uhlenbrock (1961–1973) den Altarraum entsprechend den Liturgie-Erfordernissen des Zweiten Vatikanischen Konzils neu einrichten lassen. Der Chorraum wird durch ein großes Fenster erhellt, das die gesamte Südseite einnimmt. Es wurde ebenfalls von Vinzenz Pieper entworfen, von der Firma Otto Peters aus Paderborn gefertigt und vom Mütterverein gestiftet.
Unter der Leitung des Architekten Herbert Dunkel erfolgten einige weitere Umgestaltungen. Deshalb steht der verkleinerte Altar aus Anröchter Dolomit heute um einige Stufen erhöht und zur Gemeinde hin vorgerückt. Er hat ein Vortragekreuz aus dem Jahre 1521 an seiner Seite. Die nördliche Wand des Chorquadrates wird durch eine rechteckig gestaltete Backsteinkonstruktion gegliedert. Diese ragt in den offenen Raum hinein. Im oberen, dreifach gestaffelten Bereich wurden die Orgelpfeifen sichtbar. Unten ist Platz für die Sänger vorgesehen. Rechts vom Chor, an den Schildwänden, steht heute ein barocker Altar, der ursprünglich im Besitz derer von Thurn und Taxis stand und 1913 an das Malteser-Krankenhaus gelangt ist. Bei dessen Neubau wurde er dort nicht mehr benötigt. Der Altar, der von dem Familienwappen des Erbgeneralpostmeisters des Deutschen Reichs, dem Malteserkreuz und dem Pelikan als Zeichen für christliche Nächstenliebe geziert wird, wurde durch die Firma Hanno Hesse aus Lippstadt gründlich restauriert und gelangt 1980 in die Pankratiuskirche.
Der Taufbrunnen ist aus Spolien des 17. und 19. Jahrhunderts gestaltet. Darüber befindet sich an der Stirnwand auf der linken Seite eine Madonne aus dem 19. Jahrhundert; ein Geschenk der Pfarrgemeinde St. Gorgonius in Goldenstedt bei Oldenburg an die Pankratiuskirche. Aus dem Besitz des Bistums Münster stammt der Ständer für die Taufkerze.
Beachtenswert sind auch die Schnitzwerke des auch in anderen Hammer Kirchen anzutreffenden Bildhauers Franz Xaver Willmann, der die Kirche um den Heiligen Josef und die Kreuzwegstationen bereichert hat.
In den 1980er Jahren wurde auch das noch auf Wilhelm Rincklage zurückgehende Westwerk umgestaltet. Man wandelte dazu den nördlichen Seitenraum des Turmes im Erdgeschoss zur Taufkapelle um, die eine große farbige Verglasung aufweist. Im südlichen Eingangsbereich wurde ein Kruzifix aus der Mitte des 18. Jahrhunderts ergänzt. Die Empore über den beiden Turmnebenräumen öffnet sich zur Kirchenhalle hin mit je einem schmalen, im Mittelbereich des Turmes breiteren spitzbogigen Durchbruch. Eine Öffnung im Boden der Empore ermöglicht einen Blick auf drei große Maßwerkfenster in der Westfront. Hermann Gottfried hat im Jahre 1985 eine durchgehende farbige Verglasung für diese Fenster entworfen, die von der Firma Otto Peters aus Paderborn gefertigt wurde. Das große Mittelfenster erinnert an das Wirken des Bischofs Clemens August von Galen. Es zeigt ebenso die Gestalt des Kardinals wie seinen Wahlspruch Nec laudibus nec timore (Weder Lob noch Tadle). Der erhobene Arm des Kardinals weist auf die ewige Wahrheit des Wortes Gottes hin. Die untere Zone des Fensters zeigt Schöpfung und Wachsen, in der darüber liegenden ist der Krieg als Zerstörer erkennbar und damit die spannungsvolle Situation der Zeit angedeutet, in der sich der Kirchenmann zu bewähren hatte.
Das schmalere Fenster links, also südlich, zeigt den Patron der Kirche, den Heiligen Pankratius. Da Pankratius in seiner Jugend getauft und kurze Zeit später als Märtyrer gestorben ist, werden hier die Taufe Christi und in den Zwischenszenen Buße und Krankensalbung als weitere Zeichen sakramentaler Gemeinschaft sichtbar. Das rechte Fenster ist dem Heiligen Nikolaus geweiht. Dieser ist neben Pankratius Patron der Kirche. Er gilt als Helfer der Notleidenden. Deshalb ist in der oberen Ecke die Speisung der Hungernden durch Christus dargestellt.
Das jüngste Kunstwerk ist 1997 in der Kirche aufgestellt worden. Das Bildwerk geht auf einen hoch gewachsenen Schützen des Höveler Schützenvereins zurück. Als dieser während eines Gottesdienstes seinen Hut auf das leere Podest am Pfeiler des Westwerks legte, sagte der Prediger scherzhaft, für den Sockel möge sich doch wohl ein besserer Verwendungszweck finden lassen. Die Schützen nahmen sich das zu Herzen und stifteten ein Bronzebildwerk von zwei aus den beiden christlichen Kirchen stammenden Widerstandskämpfern im Nationalsozialismus, das drei Jahre später dort aufgestellt werden konnte. Der Bildhauer Georg Ahrens aus Weibern/Eifel formte die Gestalten von Dietrich Bonhoeffer und Karl Leisner, die schließlich von der Kölner Firma Wilhelm Schweitzer in Bronze gegossen wurden. Ahrens war gegen Ende der 1970er Jahre Assistent von Elmar Hillebrand in Aachen und ist Ende der 1990er Jahre als Gastprofessor an der Universität Lin/China tätig gewesen. Die Bildwerke stehen an der Ostwand des alten Westwerks, von wo aus man Blick auf die großen neuen Glasfenster hat.
Links davon befindet sich eine Bronzestatue des Heiligen Panktratius, in dessen Bodenplatte die einst im Altar der Kirche bewahrten Reliquien des Kirchenpatrons eingearbeitet sind. Die Statue wurde Ende der 1960er Jahre von dem Bildhauer Ernst Paulfeierborn aus Paderborn geschaffen.

### Das denkmalgeschützte Geläut
Denkmalgeschützt sind auch die Glocken von 1511 und 1678.
Das Kirchengeläut des abgerissenen Kirchenaltbaus hatte ursprünglich drei Glocken sowie eine kleine, außen am Turmdach hängende Uhrglocke. Diese wurde in den 1894 fertiggestellten Neubau übernommen und in den neuen Turm eingebaut. Von dem Geläut der alten Höveler Kirche sind heute außer der Uhrglocke nur noch die beiden großen Hauptglocken erhalten. Die größere der beiden Glocken (datierend auf das Jahr 1511) ist eine Arbeit des Glockengießermeisters Wolter Westerhues. Sie zeigt die für seine Glocken typischen spitzenartigen Ornamente und ist von besonders kunstfertigem Guss. Die zweite erhaltene Glocke (gefertigt 1678) wurde durch den Meister Gottfried de la Paix gegossen. Beide Glocken stehen seit dem 8. Januar 2003 unter Denkmalschutz (laufende Nummer 260).
Eine dritte ursprünglich vorhandene kleine Glocke des Turmgeläutes, die 1768 von Christian Wilhelm und Rutgerus Voigt (Vater und Sohn) in Isselburg gegossen worden ist, ging im Ersten Weltkrieg dauerhaft verloren.
Als Ersatz für die zerstörte Glocke wurden 1925 zwei neue Glocken angefertigt, die im Zweiten Weltkrieg abermals verloren gingen, so dass im Jahre 1963 schließlich erneut zwei neue Glocken gegossen werden mussten, um das Geläut wieder zu vervollständigen.
Die ebenfalls erhaltene Uhrglocke, die Johann Scheys 1749 in Münster fertigte (Schlagton fis’’+5, Durchmesser 493 mm) gelangte über einen Umweg (Hof Schulze-Elberg) als Dauerleihgabe in das Westfälische Glockenmuseum in Gescher.
Heutiger Bestand:
- Glocke I: 1963 Petit & Gebr. Edelbrock, Ton cis’+-0, Durchmesser 1435 mm, Gewicht 1862 kg
- Glocke II: 1963 Petit & Gebr. Edelbrock, Ton e’+-0, Durchmesser 1225 mm, Gewicht 1192 kg
- Glocke III: 1511 Wolter Westerhues Tonf fis’+4, Durchmesser 1022 mm, Gewicht ca. 700 kg
- Glocke IV: 1678 Gottfried de la Paix, Ton gis’-6, Durchmesser 910 mm, Gewicht ca. 500 kg.
- Glocke V (Uhrglocke): 1749 Fridericus Schweys, Münster, Ton fis’’+5, Durchmesser 493 mm, Gewicht ca. 50 kg.

### Orgel
Die Orgel wurde von den Orgelbauern Gebrüder Stockmann (Werl) erbaut. Das Instrument hat 25 Register auf zwei Manualwerken und Pedal.
| I Hauptwerk C–g3 |             |        |
| 1.               | Quintadena  | 16’    |
| 2.               | Prinzipal   | 8’     |
| 3.               | Rohrflöte   | 8’     |
| 4.               | Oktave      | 4’     |
| 5.               | Viola alta  | 4’     |
| 6.               | Spitzquinte | 2 ⁄3′  |
| 7.               | Hohlflöte   | 2’     |
| 8.               | Terz        | 1 3⁄5′ |
| 9.               | Mixtur IV   |        |
| 10.              | Hautbois    | 4’     |
| 11.              | Trompete    | 8’     |
| 12.              | Tremulant   |        |

| II Oberwerk C–g3 |                |       |
| 13.              | Holzgedackt    | 8’    |
| 14.              | Gemshorn       | 8’    |
| 15.              | Prinzipal      | 4’    |
| 16.              | Rohrgedackt    | 4’    |
| 17.              | Schwiegel      | 2’    |
| 18.              | Sifflöte       | 1 ⁄3′ |
| 19.              | Scharff III-IV |       |
| 20.              | Rohrschalmey   | 8’    |
| 21.              | Tremulant      |       |

| III Pedal C–f1 |               |     |
| 22.            | Subbass       | 16’ |
| 23.            | Oktavbass     | 8’  |
| 24.            | Gedackt       | 8’  |
| 25.            | Choralflöte   | 4’  |
| 26.            | Hintersatz IV |     |
| 27.            | Posaune       | 16’ |

- Koppeln: II/I, I/P, II/P
- Spielhilfen: Handregister und zwei freie Kombinationen, Walze, Einzelabsteller: Mixturen, Zungen, Quintad. 16’, HR[11]

## Kita St. Pankratius
Am 12. Mai 1964 erfolgte die Grundsteinlegung für die Kita St. Pankratius, die die Gemeinde St. Pankratius als Bauherr in Auftrag gab. Architekt war Herbert Dunkel. Am 2. Mai 1965 konnte das Gebäude eingeweiht und bezogen werden.
1976 wurde durch Architekt Dunkel ein Gruppen- und Gruppennebenraum angebaut. 1993 erfolgte die Sanierung der Toiletten, teilweise auch der Fenster. 2004/05 wurden umfangreiche An- und Umbauten vorgenommen. Außerdem wurde die Einrichtung saniert. Architekten waren hier Dirk und Norbert Schulenberg.
Auch der Garten der Kita wurde mehrfach umgestaltet. So konnte 1978 der Sandkarten erneuert werden. Auch wurden zwei Kastanien gepflanzt und ein Rutschhügel angelegt. Dieser wurde 1994 erweitert. Der Spielplatz wurde in mehrere Spielbereiche geteilt und die große Rutsche installiert. 1998 folgte die Erweiterung des Spielplatzes; 1999 dann die Neugestaltung des Hofbereichs. 2005 wurde die Drainage im Hofe erneuert, ein Container aufgestellt und der Spielplatz erneut erweitert. Ein Gartenhaus stammt aus dem Jahr 2006, ebenso wie die große Sitzecke aus Findlingen. 2007 wurden Reckstangen aufgestellt, eine Rundbank gebaut, der Weg zum Container befestigt und ein Gartentor eingebaut. 2008 folgten die Aufstellung zweier großer Holzhütten und die Erweiterung des Parkplatzes vor dem Haus. 2010 wurde dann der Jägerzaun abgebaut und durch einen neuen ersetzt, außerdem konnte ein Hangelgerüst aufgestellt werden.
Auch in pädagogischer Hinsicht gab es im Laufe der Jahre zahlreiche Neuerungen. So wurde 1992 die integrative Erziehung eingeführt, 1995 die Übermittagbetreuung und von 1998 bis 2001 die Schulkinderbetreuung. 1998 wurde ein Treffpunkt für alleinerziehende Frauen etabliert, 2005 die Schwerpunkteinrichtung mit Tagesstättengruppe. Zum 1. August 2008 wurde das neue Kinderbildungsgesetz („Kibiz“) erlassen und die Kindertagesstätte anschließend auf dessen Belange angepasst. Dazu gehörte auch die zusätzliche Einzelplatzintegration. Im Oktober 2008 wurde die Kita durch das Land Nordrhein-Westfalen zum Familienzentrum im Verbund mit der städtischen Kita Ermelinghof zertifiziert.
Seit dem 1. August 2005 ist die Kita Schwerpunkteinrichtung. Es werden 70 Kinder in zwei Regelgruppen betreut, je 25 Kinder von 3 bis 6 Jahren, außerdem eine Tagesstättengruppe mit 20 Kindern, darunter sind fünf Kinder mit verschiedenen Behinderungsformen, ebenfalls im Alter von 3 bis 6 Jahren. Die Kindertagesstätte nimmt am durch den DICV begleiteten Qualitätsentwicklungsprozess „Quam“ teil. Die Arbeitsprozesse werden dadurch verbindlich festgelegt und allen Eltern transparent gemacht. Im Oktober 2008 wurde der Kita das Gütesiegel „Familienzentrum NRW“ verliehen.
Beratungen für Familien umfassen Erziehung, Mutter/Vater/Kind/Kuren, Ernährung, Eheprobleme, Schwangerschaft und Neugeborene. Außerdem gibt es Seminare und Kurse zum Umgang mit Abschieden, zur Rückenschule, Aerobic und FuN (Familien und Nachbarschaft). Die Kita hilft bei Fragen zur Kindertagespflege, bei Erkrankung und Abwesenheit des Haushaltsvorstandes. Weitere Angabe sind generationenübergreifende Kontakte, ein Deutschkursus für türkische Frauen, ein Treffpunkt für alleinerziehende Frauen mit Kinderbetreuung sowie regelmäßige Elternabende mit pädagogischen Themen.

### Gruppenzusammensetzungen und Personal der Kita
- 1965: 30 Kinder pro Gruppe, eine Leiterin, zwei Helferinnen.
- 1975: 25 Kinder pro Gruppe, drei Erzieherinnen, zwei Helferinnen.
- 1980: Heraufsetzung des Personalschlüssels, zwei Erzieherinnen pro Gruppe.
- 2009: Aufnahme von Kindern ab dem zweiten Lebensjahr

### Leiterinnen der Einrichtung
- 1965–1970: Schwester Conrada
- 1970–1973: Maria Steffens
- 1973–1976: Magda Schulze-Elberg
- 1976–1992: Christiane Wacker
- seit dem 1. Januar 1993: Doris Pierog[12]